# Songo - La Maya
Songo - La Maya ist eine Stadt und ein Municipio in der kubanischen Provinz Santiago de Cuba. Es liegt nordöstlich der Provinzhauptstadt am Nordhang der Sierra Maestra in der Region des Gran Piedra. Im Osten grenzt es an die Municipios El Salvador und Niceto Pérez der Provinz Guantánamo, im Norden an Segundo Frente, und im Westen an San Luis. Südlich befindet sich der Parque Baconao.
Wirtschaftlich bedeutend für die Region sind die Landwirtschaft und Agroindustrie. Produziert werden hauptsächlich Kaffee, Zucker, Esswaren, Gemüse, Zitrusfrüchte, Milch und Eier.
Im Municipio Songo - La Maya leben 100.287 Einwohner. Bei einer Fläche von 720,7 km² ergibt das eine Bevölkerungsdichte von 139,1 je Quadratkilometer.
| Nordwest: Mella           | Nord: Sierra Cristal | Nordost: Segundo Frente |
| West: San Luis            | Songo-Maya           | Ost: El Salvador        |
| Südwest: Santiago de Cuba | Süd: Baconao         | Südost: Niceto Pérez    |

## Söhne und Töchter der Stadt
- Higinio Vélez, Baseballspieler, -trainer und Verbandspräsident (1946–2021)